# Amour (musical)
Amour és una fantasia musical amb un llibret en anglès i lletres de Jeremy Sams, música de Michel Legrand i lletres originals en francès de Didier Van Cauwelaert, que també va escriure el llibret francès original.
El musical està adaptat del relat breu de 1943, Le Passe-Muraille, de Marcel Aymé i ambientat a París poc després de la Segona Guerra Mundial. Se centra en un secretari tímid i sense pretensions que desenvolupa la capacitat de caminar a través de les parets i que es desafia a mantenir-se al centre moral i, en conseqüència, a canviar la vida dels altres i la seva.

## Producció
El 1997, Legrand, un reconegut compositor de cinema i músic de jazz i nouvingut als musicals als 65 anys, va portar el musical (sota el títol original, Le Passe Muraille) a París, on va guanyar el Premi Molière al millor musical.
La producció de Broadway, dirigida per James Lapine i presentada sense interrupció, es va inaugurar el 20 d'octubre de 2002 al Music Box Theatre. L'espectacle es va tancar després de 17 funcions i 31 prèvies. El repartiment incloïa Malcolm Gets i Melissa Errico.
El musical va rebre una crítica majoritàriament negativa a Amèrica, tot i que Errico, Gets i la partitura van ser elogiats. Ben Brantley, a la seva ressenya pel The New York Times, va escriure: "Fins i tot amb encant és massa pesada una paraula per descriure l'atractiu esclarissat de Amour" El crític del Talkin 'Broadway, però, va escriure: "El Music Box Theatre de Broadway pot tenir va trobar el seu llogater més ideal en molt de temps. La deliciosa petita joia d'un musical, Amour, ... mereix una llarga estada allà, on pot encantar el públic durant molt de temps." Cary Wong va escriure a filmscoremonthly: "Les lletres són majoritàriament per a vianants i no impliquen, i fan que els personatges ja existents siguin encara més unidimensionals." Fa notar que "... tot i que hi ha molt per admirar en aquest musical, és una opereta de cambra massa per competir amb" Hairspray "i" La Boheme "".
Goodspeed Musicals va produir una "producció reconcebida" de l'11 d'agost al 4 de setembre de 2005, dirigida per Darko Tresnjak.
Amour va fer la seva estrena europea en una nova producció presentada per Danielle Tarento al Charing Cross Theatre del 2 de maig al 8 de juny de 2019, amb direcció de Hannah Chissick, coreografia de Matt Cole, direcció musical de Jordan Li-Smith i disseny de Adrian Gee. La producció va ser protagonitzada per Gary Tushaw com a Dusoleil, Anna O'Byrne com Isabelle i Alasdair Harvey com a fiscal, al costat d'Elissa Churchill, Claire Machin, Keith Ramsay, Jack Reitman, Steven Serlin i Alistair So, amb el subestudi Laura Barnard. Amour va ser nominat als vuit Premis de teatre The Off West End i va guanyar el premi al millor disseny de vestuari i al millor nou musical a la cerimònia del 2020

## Personatges
- Dusoleil: un autoproclamat "noi normal" que descobreix que pot caminar per les parets
- Isabelle: una dona infeliçment casada i objecte dels afectes de Dusoleil
- Meuca, Pintor, Venedor de diaris: tres treballadors del carrer que donen suport a Dusoleil
- Fiscal: el marit d'Isabelle, un home amb més d'uns esquelets al seu armari
- Cap: el desagradable cap de Dusoleil
- Doctor Roucefort: metge de Dusoleil, que li dona la cura final per a la seva intangibilitat
- Madeleine, Claire, Charles, Bertrand: Companyias de feina de Dusoleil. Les dones revelen sentiments per Dusoleil quan descobreixen que és l'elusiu "Monsieur Passepartout"
- Policies: "sequaços" contractats pel fiscal per mantenir la gent de Montmartre sota control
- Monsieur le President: president del tribunal que jutja Dusoleil
- Advocat: l'advocat de Dusoleil, que compareix en nom de Dusoleil el seu primer dia al jutjat

## Trama
A París després de la Segona Guerra Mundial, un funcionari públic "tímid" sense pretensions, Dusoleil, viu sol i treballa en un despatx sota un cap tirànic. Els seus mandrosos companys de feina no estan contents perquè Dusoleil és un treballador dur que acaba la seva feina aviat. Per passar el temps, escriu cartes a la seva mare i somia despert sobre la bella Isabelle. Isabelle es manté tancada pel seu marit controlador, el fiscal general amb un passat desagradable. Quan Dusoleil guanya miraculosament la capacitat de caminar per les parets, comença a robar als rics i donar-los als pobres. També guanya la confiança en si mateix per atraure Isabelle, que queda intrigada per les notícies sobre Passepartout, un misteriós criminal que pot caminar a través de les parets.
La vida de Dusoleil, així com la d'Isabelle i els altres personatges, pren un gir ric i, durant un temps, romàntic. Com Dusoleil admet ser Passepartout, és jutjat davant del fiscal. Abans que el judici progressi, Isabelle revela el secret del seu marit: era un col·laborador nazi. Dusoleil és perdonat i passa una nit romàntica amb Isabelle. Quan pren píndoles que li ha donat el metge, confonent-les amb aspirina, perd el seu poder màgic. Es queda atrapat a mig salt en una paret i la seva història es manté en la història i la cançó.

## Cançons
| - "Overture" – Companyia - "Office Life" – Dusoleil, Madeleine, Claire, Bertrand i Charles - "Going Home Alone" – Dusoleil - "Other People's Stories" – Isabelle i Dusoleil - "Street Vendors' Waltz" – Meuca, Pintor, Venedor de diaris, Policies, Fiscal, Isabelle i Dusoleil - "Dusoleil Walks Through the Wall" – Dusoleil - "The Doctor" – Doctor i Dusoleil - "Ordinary Guy" – Dusoleil - "Dusoleil's Revenge" – Boss, Dusoleil, Madeleine, Claire, Bertrand i Charles - "Somebody" – Isabelle - "Fiscal's Song" – Fiscal - "'Whore's Lament" – Meuca i Dusoleil - "Monsieur Passepartout" – Venedor de diaris, Pintor, Meuca, Madeleine i Policies - "Special Time of Day" – Isabelle i Dusoleil | - "Waiting" – Dusoleil - "Latest News" – Venedor de diaris, Meuca i Pintor - "Dusoleil in Jail" – Dusoleil, Madeleine i Claire - "Painter's Song" – Pintor - "Isabelle on Her Balcony" – Isabelle, Dusoleil i Fiscal - "Transformation" – Companyia - "The Advocate's Plea" – Advocate - "The Trial" – Monsieur le President, Madeleine, Meuca, Pintor, Fiscal, Dusoleil i Isabelle - "Duet for Dusoleil i Isabelle" – Dusoleil i Isabelle - "Whistling Ballet" – Dusoleil, Pintor, Meuca, Venedor de diaris, Madeleine i Policies - "Amour" – Isabelle i Dusoleil - "Dusoleil Meets the Press" – Dusoleil, Venedor de diaris, Doctor i Companyia - "Serenade" – Dusoleil, Isabelle i Companyia |

## Enregistrament
El 8 de juliol de 203, Ghostlight va publicar un enregistrament de la banda sonora del musical.

## Premis i nominacions

### Producció original de París
| Any  | Premi         | Categoria                     | Nominat             | Resultat  |
| ---- | ------------- | ----------------------------- | ------------------- | --------- |
| 1997 | Premi Molière | Millor musical                | Millor musical      | Guanyador |
| 1997 | Premi Molière | Millor actriu de repartiment  | Ginette Garcin      | Nominat   |
| 1997 | Premi Molière | Millor director               | Alain Sachs         | Guanyador |
| 1997 | Premi Molière | Millor disseny de vestuari    | Gabriel du Rivau    | Nominat   |
| 1997 | Premi Molière | Millor disseny d'esceongrafia | Guy-Claude François | Guanyador |

### Producció original de Broadway
| Any  | Premi            | Categoria                                       | Nominat                                             | Resultat |
| ---- | ---------------- | ----------------------------------------------- | --------------------------------------------------- | -------- |
| 2003 | Premi Tony       | Millor musical                                  | Millor musical                                      | Nominat  |
| 2003 | Premi Tony       | Millor llibret                                  | Jeremy Sams i Didier Van Cauwelaert                 | Nominat  |
| 2003 | Premi Tony       | Millor banda sonora                             | Michel Legrand, Jeremy Sams i Didier Van Cauwelaert | Nominat  |
| 2003 | Premi Tony       | Millor actor protagonista de musical            | Malcolm Gets                                        | Nominat  |
| 2003 | Premi Tony       | Millor actriu protagonista de musical           | Melissa Errico                                      | Nominat  |
| 2003 | Premi Drama Desk | Musical més destacat                            | Musical més destacat                                | Nominat  |
| 2003 | Premi Drama Desk | Llibret de musical més destacat                 | Jeremy Sams                                         | Nominat  |
| 2003 | Premi Drama Desk | Actor més destacat en un musical                | Malcolm Gets                                        | Nominat  |
| 2003 | Premi Drama Desk | Actor de repartiment més destacat en un musical | Christopher Fitzgerald                              | Nominat  |
| 2003 | Premi Drama Desk | Director més destacat en un musical             | James Lapine                                        | Nominat  |
| 2003 | Premi Drama Desk | Orquestracions més destacades                   | Michel Legrand                                      | Nominat  |
| 2003 | Premi Drama Desk | Lletres més destacades                          | Didier Van Cauwelaert                               | Nominat  |
| 2003 | Premi Drama Desk | Música més destacada                            | Michel Legrand                                      | Nominat  |
| 2003 | Premi Drama Desk | Disseny d'escenografia més destacada            | Scott Pask                                          | Nominat  |